# Піонерське (Казахстан)
Піоне́рське (каз. Пионерское) — село у складі Осакаровського району Карагандинської області Казахстану. Адміністративний центр Піонерського сільського округу.
Населення — 778 осіб (2021; 984 у 2009, 1236 у 1999, 1370 у 1989).
Національний склад станом на 1989 рік:
- росіяни — 66 %.